# Astra 4A
Astra 4A (bis 2010 Sirius 4) ist ein Multi-Missions-Ku/Ka-Band-Satellit, gebaut von Lockheed Martin auf Basis der A2100AX-Plattform.
Der geostationäre Satellit wurde am 17. November 2007 um 22:39 UTC unter dem Namen Sirius 4 vom Kosmodrom Baikonur gestartet und ist auf 4,8° Ost positioniert, von wo aus er seit Januar 2008 Fernseh-, Radio- und Breitbanddienste für ganz Europa, Afrika und auch den Nahen Osten anbietet. Er hat alle Kanäle von Sirius 2 und Sirius 3 übernommen. Nach der vollständigen Übernahme der Betreibergesellschaft SES Sirius durch SES Astra erhielt der Satellit seine heutige Bezeichnung. Astra 4A erreicht nach eigenen Angaben von SES Astra etwa 20 Millionen Haushalte in Europa.